# Muhámmad ibn Abd-al-Wahhab
Muhámmad ibn Abd-al-Wahhab (en árabe: محمد ابن عبد الوهاب‎; Al-Uyaina, Néyed; 1703-22 de junio de 1792) fue un clérigo suní de la escuela hanbalí, de la tribu de los Banu Tamim. Sus ideales eran la vuelta al islam «puro», a los principios del salaf. Perteneció a la familia de los Musharraf, de la rama de los Banu Tamim y conocidos como los Wahaba, que estaban considerados como una familia de clase alta en la zona del Néyed. En cuanto a sus estudios, donde vivía la familia de Muhámmad ibn Abd-al-Wahhab, en Al-Uyaina, no había colegios y acudían a los denominados Kuttab, donde enseñaban el Corán a los que asistían. Muhámmad ibn Abd-al-Wahhab destacó por su rápida memorización del Corán y a los veinte años se convirtió en un prestigioso ulema, es decir una autoridad religiosa destacada. En cuanto a su familia, tuvo seis hijos varones, el último de los cuales murió a una temprana edad, estos fueron Husáin, Abdulah, Hasan, Alí, Ibrahim y Abdulaziz.

## Desplazamientos por la península
Los viajes de Muhammad Ibn Abd-al-Wahhab fueron muy importantes para la formulación y el desarrollo de sus ideales y doctrinas. La importancia de sus desplazamientos por la península arábiga se debe a que, tras el aprendizaje en ellos, empezó a escribir sus más de veinte obras sobre religión, derecho, época preislámica o sermones de tema religioso entre otros.

Bandera de Arabia Saudí donde encontramos escrita la shahada o profesión de fe en el islam.
لَا إِلٰهَ إِلَّا الله مُحَمَّدٌ رَسُولُ الله
lā ʾilāha ʾillā (A)llāh, Muhammadun rasūlu (A)llāh “No hay más dios que Dios, [y] Mahoma es su profeta.”

Su primer viaje comenzó en La Meca, donde realizó su primer peregrinaje o Hajj. Ciertas fuentes señalan que estudió bajo el amparo del ulema de al-Haramayn, que incluía La Meca y Medina. En su lugar de origen, Al-Uyaina, el estudio se limitaba a la escuela hanbalí, en Medina, donde retomó sus estudios, podía elegir los profesores que a él le convinieran y estudiar las diferentes ramas del islam. Tras su estancia en Al-Haramayn, estuvo en Huraymila durante cuatro años, cuando su padre estaba convaleciente. En este lugar estuvo hasta dos años después de la muerte de su padre. En su estancia aquí se dedicó a profundizar en el conocimiento de la jurisprudencia islámica, hadices y exégesis, además de escribir su obra más famosa kittab al-tawhid donde se encontrarían los cuatro pilares fundamentales de su doctrina.
Posteriormente al-Wahhab, volvió a su lugar de origen, Al-Uyaina. Este cambio a Al-Uyaina, significó volver a su lugar de origen, donde pasó su infancia y adquirió su temprana educación. Tras su educación, puso un gran énfasis en la denuncia del politeísmo creciente que supuestamente había en la zona, y llamó a los ciudadanos a una nueva interpretación del islam.

## Pacto de Al-Diriyya
Abd Al-Wahab y la familia Saud, firmaron un pacto, el denominado pacto de Al-Diriyya, para el establecimiento del estado Saudí, donde la familia Saud se encargaría de los asuntos de gobierno y seguridad del estado, y Abd Al-Wahhab estaría pendiente de los asuntos religiosos del país.
Mohammed ibn Saud impuso dos condiciones a Muhammad ibn abd al-Wahhab, en primer lugar que no debería de abandonar Al-Diriyya hasta que las otras ciudades siguieran sus enseñanzas, y la segunda condición fue que no debería intentar parar al emir (Mohammed ibn Saud) de recoger las tasas que recibió de los habitantes de la ciudad. Para sellar su alianza, Abd-al-Wahhab dio una de sus hijas en matrimonio a un hijo de Ibn Saud.  
Respecto a las fechas de este pacto, cuando Abd-al-Wahhab se mudó a Al-Diriyya, las crónicas no tienen unas fechas claras, Ibn Ghannam, Ibn Bishr y al-Fakhri mencionan fechas diferentes.
Además de sus enseñanzas y de la composición de pequeños trabajos sobre las principales doctrinas del islam, Muhammad Ibn Abd-al-Wahhab pasó sus primeros dos años en Al-Diriyya escribiendo cartas a estudiosos y jefes tribales para que le apoyaran en su causa.

## Denuncias al Wahabismo
El espía inglés M. Hempher relata en su "Confessions of a British Spy" como ayudó a Muhammad Ibn Abdil Wahhab a formar el Wahabismo bajo la orden y auspicio de la Corona inglesa. Encontró Hempher al personaje por vez primera en el taller de caarpintería de un shia de Damasco. A partir de ese encuentro comenzaron a planificar como cambiar la doctrina del Islam a fin de adaptarla a los intereses políticos de la Corona británica.
https://en.wikipedia.org/wiki/Memoirs_of_Mr._Hempher,_The_British_Spy_to_the_Middle_East

## Dawa y wahabismo
Al-Diriyya se convertiría finalmente en un gran centro de aprendizaje de Dawa donde la gente acudía a formarse de la mano de Muhammed Ibn Abd Al-Wahhab. El dawa es un término que destacaba en las enseñanzas de Muhammad Ibn Abd-al-Wahhab, este fenómeno se trataría de la predicación del islam, etimológicamente vendría de la raíz دعى que significa invitar, es decir que el predicador invitaría a conocer el islam y a entender la adoración a Dios a través del Corán y la Suna del profeta Mahoma. Tras la muerte de Muhammad Ibn Abd-al-Wahhab, sus hijos anteriormente mencionados continuarían su misión de Dawa en Arabia Saudí, de ellos el que más destacó en su misión de Dawa o predicación fue Abdullah.
El Dawa, será utilizado según algunas fuentes como forma de yihad, es decir para combatir los supuestos politeísmos que se encontraban en la península arábiga, ya que antes del Islam, estaba religiosamente compuesta por tribus politeístas nómadas, entre otras de las creencias de la época.
Además de la enseñanza del Dawa, cabe destacar el papel del wahabismo en las enseñanzas de Muhammad Ibn Abd-al-Wahhab, ya que sería el precursor de este movimiento por el cual se regirá y se rige la Arabia Saudí contemporánea que conocemos actualmente.
El wahabismo es una corriente islámica que se basa en el Corán, el libro sagrado de los musulmanes y en la suna, es decir en los dichos y hechos del profeta Mahoma y es sin duda la visión más estricta de la religión islámica. La rama suní del islam está compuesta por cuatro escuelas, la hanafí, la shafi’i, la malakí y la hanbalí, esta última sería de la cual tomaría sus ideales el wahabismo contemporáneo que conocemos, dominante en el golfo Pérsico, pero particularmente en Arabia Saudí.
En el wahabismo, además del tawhid o profesión de fe (لا إله إلا ألله) donde se afirma que no hay más Dios que Alá, los reformadores del siglo XVIII llamaron a la vuelta de los fundamentos de la fe -las escrituras del Corán (la palabra de Dios revelada a través del profeta Mahoma) y el hadiz (los dichos y hechos del profeta) como únicas fuentes para la guía de la reconstrucción sociomoral de la sociedad [...] Los musulmanes consideran que el Corán y el Hadiz son complementarios [...]. Esta reclamación actual, que es en realidad, una interpretación literal del Corán, condena de la misma forma todas las innovaciones en relación con las enseñanzas originales del Islam (Corán y Hadiz) [...] La creencia en el destino (مكتوب) es obligatoria, todo acto o punto de vista no ortodoxo es condenado y penado.
Este movimiento se asentó definitivamente en Arabia Saudí cuando entre los años 1902-1913 el rey saudí Ibn Saud se apoderó de Riad, expulsó a los otomanos y se hizo dueño del Najd, creando colonias de beduinos sedentarios que se habían convertido en guerreros wahabíes.
La doctrina de Al-Wahhab no solo es popular en Arabia Saudita sino en todos los países del Golfo Pérsico. La mezquita estatal de Catar lleva su nombre y fue inaugurada en 2011 por el entonces emir Hamad bin Jalifa Al Thani.

## Obras
Estas serían, según el libro de Abd Allah Salih Al-Uthaymin, las publicaciones de Mohammed Ibn Abdel Wahab:
1. Kitab al-Tawhid (Libro de la divina unidad)
2. Fadl al-Islam
3. Al-Usul al-Thalatha
4. Ma’na l-taghut wa-Ru’us Anawa’ihi
5. Talqin Usul al-Aqida li-l-Amma
6. Mufid al-Mustafod fi Kufr Tarik al-Tawhid
7. Kashf al-Shubuhat ‘an al-Tawhid
8. Arba’ Qawa’d al-Din
9. Al-Masa’il al-Khams al-Wajin Ma’rifatuha
10. Tafsir Kalimat al-Tawhid
11. Risala fi l-Shahadatayn
12. Sittat Usul Azima Mufida
13. Mukhtasar Sirat al-Rasul
14. Qisas al-Anbiya
15. Sittat Mawadi Manqula min al-Sira al-Nabawiyya
16. Masa’il al-Jahiliyya
17. Usul al-Iman
18. Kitab al-Kaba’ir
19. Nasihat al-Muslimin bi-Ahadith Khatam al-Mursalin
20. Mukhtasar al-Hady al-Nabawi
21. Majmu’ al-Hadith ‘ala Abwab al-Fiqh
22. Ahkam Tamanni l-Mawt
23. Hukm al-Ghina wa-l-Namima
24. Hukum Katm al-Ghayz wa-l-Hilm
25. Mukhasar al-Insaf wa-l-Sharh al-Kabir
26. Adab al-Mashy ila l-Sala
27. Shurut al-Sala
28. Al-Tafsir ‘ala Ba’d Suwar al-Qur’an
29. Al-Khutab al-Minbariyya
30. Rasa’il wa-Ajwiba